# Gusztáv és a főnök
A Gusztáv és a főnök a Gusztáv című rajzfilmsorozat második évadának hetedik epizódja.

## Rövid tartalom
Gusztáv talpnyaló, mindent kitalál, hogy főnöke kedvébe járjon, ahelyett, hogy dolgozna.

## Alkotók
- Írta, tervezte és rendezte: Temesi Miklós
- Zenéjét szerezte: Kovács Béla
- Operatőr: Henrik Irén
- Hangmérnök: Horváth Domonkos
- Vágó: Czipauer János
- Háttér: Szálas Gabriella
- Rajzolták: Kaszner Margit, Vörös Gizella, Zsilli Mária
- Színes technika: Dobrányi Géza, Boros Magda
- Gyártásvezető: Kunz Román

Készítette a Pannónia Filmstúdió.